# 891
891 (DCCCXCI) var ett skottår som började en fredag i den julianska kalendern.

## Händelser

### Oktober
- 6 oktober – Sedan Stefan V har avlidit den 14 september väljs Formosus till påve.[1]

## Födda
- Abd ar-Rahman III, emir av Córdoba och kalif av Córdoba.

## Avlidna
- 14 september – Stefan V, påve sedan 885.